# Gianni Schicchi
Gianni Schicchi (fonetikusan: [ˈdʒanni ˈskikki]) Giacomo Puccini egyik egyfelvonásos operája. Librettóját Giovacchino Forzano írta Dante Alighieri Isteni színjáték című műve alapján. Puccini Triptichonjának harmadik darabja. Ősbemutatójára 1918-ban került sor a New York-i Metropolitan Operaházban.

## Szereplők
| Szereplő                     | Hangfekvés   |
| ---------------------------- | ------------ |
| Lauretta                     | szoprán      |
| Nella                        | szoprán      |
| La Ciesca                    | mezzoszoprán |
| Zita anyó                    | alt          |
| Rinuccio                     | tenor        |
| Gherardo                     | tenor        |
| Magister Spinelloccio, orvos | tenor        |
| Gianni Schicchi              | bariton      |
| Betto di Signa               | bariton      |
| Marco                        | bariton      |
| Amantio di Nicolao, jegyző   | bariton      |
| Simone                       | basszus      |
| Pinnelino, varga             | basszus      |
| Guccio, kelmefestő           | basszus      |

## Cselekmény
Helyszín:Firenze
Idő: 1299

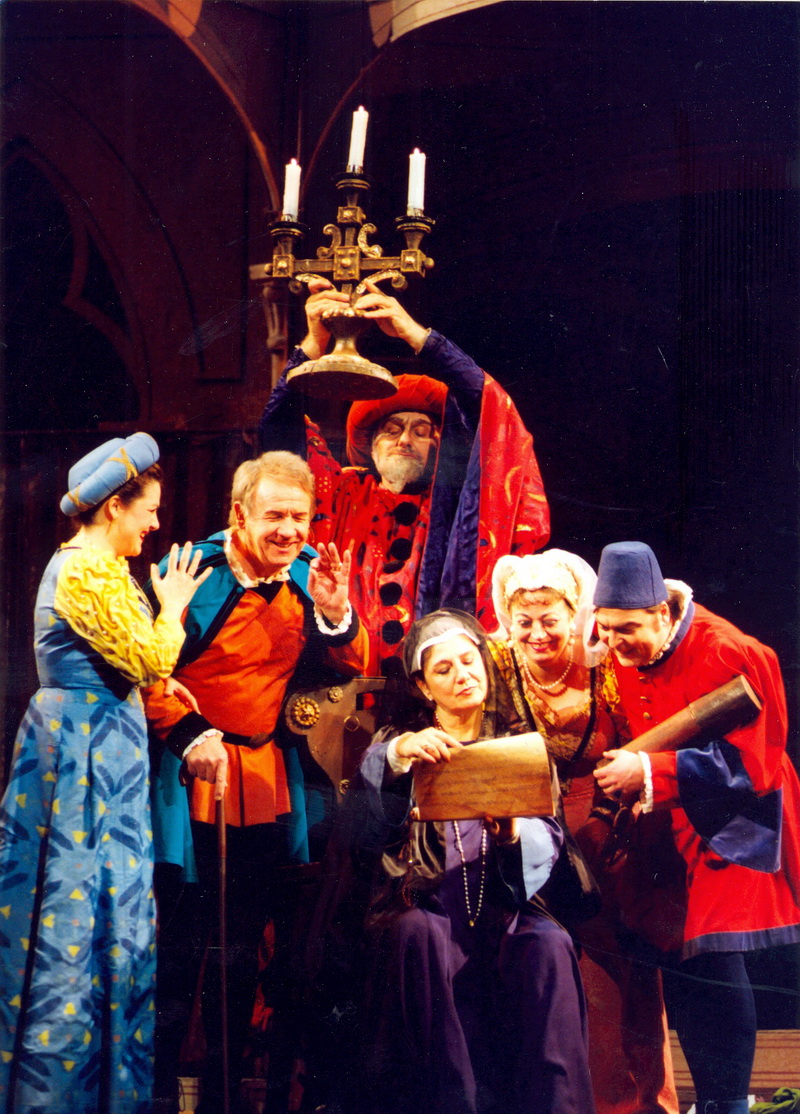
Jelenet a Magyar Állami Operaház előadásából

Buoso Donati, a dúsgazdag firenzei polgár rokonai körében hal meg, akik között óriási pánik tör ki, hiszen kiderül, minden vagyonát egy kolostorra hagyta. Rinuccio azt javasolja, hívassák el a furfangos Gianni Schicchit, akit jól ismer, hiszen lányának, Laurettának udvarol. A rokonok, noha bizalmatlanok Schicchi iránt, mégis elhívatják. Schicchi ötlete, hogy kiadja magát az öreg Buoso Donatinak és végrendelkezik majd a nevében. A rokonok körülrajongják és odasúgják neki, mit szeretnének örökölni. Schicchi minden kívánságra jóváhagyóan bólint és teljes titoktartásra inti őket, mert a hasonló cselekedeteket a firenzei törvény szigorúan bünteti. Megérkezik a jegyző. Schicchi kiválóan utánozza az öreg Donati hangját, de a rokonokra csak apróságokat hagy, a vagyon javát legjobb barátjának, Gianni Schicchinek juttatja. A jegyző távozása után a feldühödött rokonok majd szétszedik a házat, de semmit sem tehetnek a ravasz Schicchi ellen.

## Híres áriák
- Firenze e come un albero fiorito - Rinuccio áriája
- O mio babbino caro - Lauretta áriája